# EBird
eBird je webová stránka a skrz ni přístupná databáze se záznamy pozorování ptáků, které poskytují atlas ptáků aktualizovaný v reálném čase. Na pozorování se přitom podílejí nejen vědci, ale i amatérští přírodovědci a lidé, kteří mají pozorování ptáků jako koníčka.
Projekt vznikl v roce 2002 v Cornellově ornitologické laboratoři na Cornellově univerzitě. Původně se omezoval na pozorování západní polokoule, v roce 2008 byl záběr rozšířen o Nový Zéland a v červnu 2010 na celou Zemi. K roku 2010 bylo v databázi 48 miliónů záznamů, v červnu 2018 už jich tam bylo půl miliardy, přičemž jich v posledních letech přibývalo přibližně 100 miliónů ročně.
Data z databáze slouží vědcům mimo jiné k ověřování teorií o ptačí migraci, ale i k studování důsledků současných klimatických změn.